# Jérémy Badré
Jérémy Badré, né le 24 juillet 1990, est un nageur français pratiquant le sauvetage sportif.
Aux Jeux mondiaux de 2013, il est médaillé de bronze en relais avec obstacles 4 x 50 m et médaillé d'or en relais 4 x 50 m.
Il est médaillé de bronze en relais avec obstacles 4 x 50 m aux Jeux mondiaux de 2017.
Jérémy Badré est étudiant à ESCP.